# Katsina
Katsina je město v severní Nigérii. Je hlavním městem státu Katsina. Leží nedaleko hranice s Nigerem asi 260 kilometrů východně od města Sokoto a 135 kilometrů severozápadně od města Kano. V roce 2016 ve městě žilo přibližně 429 tisíc obyvatel. 
Město je významné pro zemědělskou produkci v jeho okolí, jež se zaměřuje zejména na bavlnu, proso, čirok nebo arašídové máslo. Kolem města je rozšířeno také pastevectví, a to zejména krav, ovcí, koz a slepic. Významná většina obyvatel města vyznává islám. Dominantními etnickými skupinami žijícími ve městě jsou Hausové a Fulbové. Ve městě se také nachází několik vysokých škol. Oblast, kde se Katsina nachází, se vyznačuje semiaridním podnebím.  